# Publiczne systemy wypożyczania rowerów w Krakowie
Publiczne systemy wypożyczania rowerów w Krakowie – kilka publicznych systemów wypożyczania rowerów funkcjonujący od 2008 roku w Krakowie pod różnymi markami i z różnymi zasadami. W 2023 roku funkcjonowały 2: Park-e-Bike (darmowy krótkoterminowy wynajem rowerów elektrycznych przy parkingach przesiadkowych) i LajkBike (długoterminowy wynajem rowerów elektrycznych i tradycyjnych).

## BikeOne

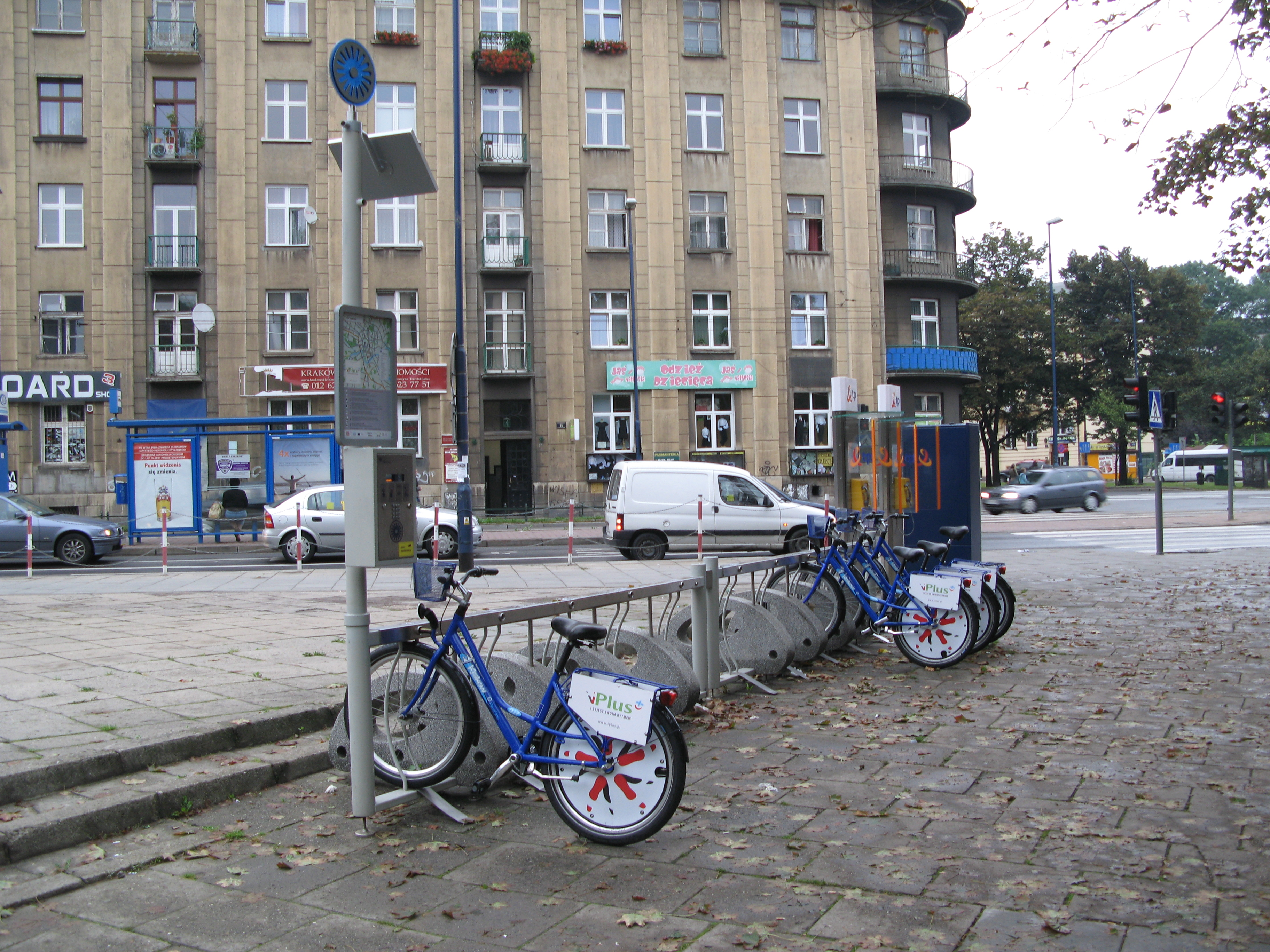
Stacja BikeOne na Placu Inwalidów w 2009 r.

W lipcu 2008 miasto Kraków podpisało z warszawską firmą Sanmargar Team 3-letnią umowę na budowę i obsługę systemu samoobsługowych wypożyczalni rowerowych składającego się ze 100 rowerów i 12 stacji. System otrzymał nazwę BikeOne i w okresie od 17 listopada do 19 grudnia 2008 został uruchomiony na próbę. Był to wówczas pierwszy taki system w Polsce. Budowa systemu została dofinansowana w ramach unijnego programu Caravel Civitas.
W 2009 roku system został uruchomiony 1 kwietnia i rozbudowany o 1 dodatkową stację. 21 maja uruchomiono 3 dodatkowe stacje i dodano 20 rowerów, które zostały zasponsorowane przez sieć telefonii komórkowej Plus.
W czerwcu 2010 sponsorem systemu została fundacja All For Planet.
14 listopada 2011, w związku z zakończeniem umowy z Sanmargerem, wszystkie rowery i stacje BikeOne zostały przekazane miastu.
8 maja 2012 Zarząd Infrastruktury Komunalnej i Transportu w Krakowie podpisał 10-letnią umowę na obsługę systemu z nowym operatorem – firmą RoweRes, będącą operatorem systemu w Rzeszowie. Umowa przewidywała, że w ciągu 3 lat w Krakowie pojawi się 150 stacji i 1500 rowerów. Przez większość roku nie było możliwości odpięcia rowerów ze stacji.

## KMK Bike

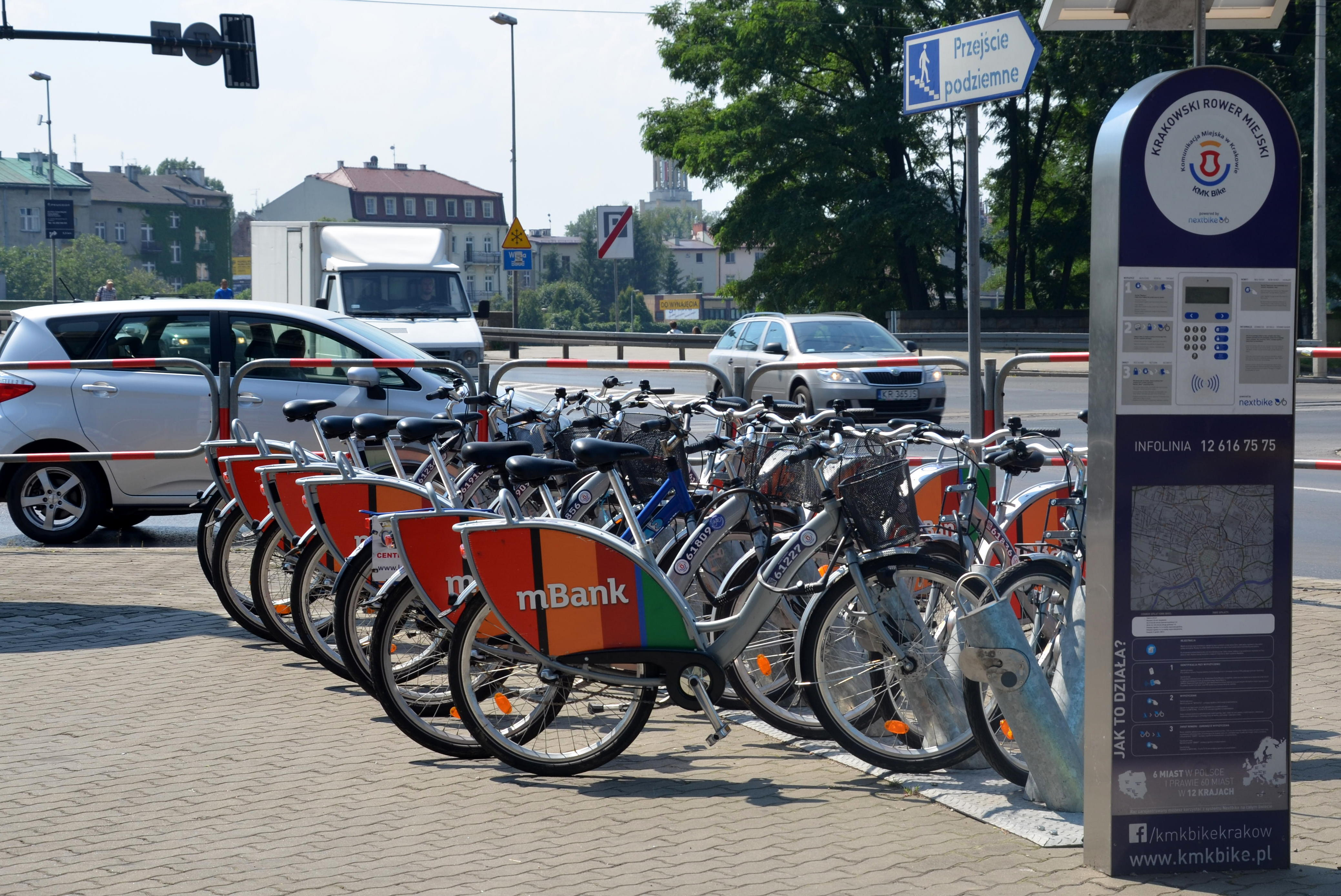
Stacja KMK Bike w 2015 r.

Na początku 2013 roku umowa pomiędzy ZIKiT a RoweResem została zerwana i miasto podjęło decyzję o samodzielnym prowadzeniu wypożyczalni przez miasto pod nazwą KMK Bike.  System został przygotowany przez ZIKiT przy współpracy z firmą Astor i stowarzyszeniem Kraków Miastem Rowerów. Pierwsze 3 stacje zostały uruchomione 22 maja po kilku tygodniach testów. W połowie czerwca ogłoszono przetarg na wyposażenie kolejnych 10 stacji oraz rozpoczęto prace nad integracją z Krakowską Kartą Miejską. Dodatkowe stacje zostały uruchomione w drugiej połowie sierpnia.
W 2014 roku system wystartował pod koniec kwietnia. Uruchomiono 29 stacji wyposażonych w 230 rowerów, sprzęt został dostarczony przez Nextbike, a operatorem został BikeU. Powierzenie funkcji operatora innej firmie niż ta, która dostarczyła rowery, spowodowało opóźnienie w uruchomieniu systemu. Po raz pierwszy stało się możliwe wypożyczanie rowerów z użyciem Krakowskiej Karty Miejskiej. W październiku system został rozbudowany o 4 stacje w Nowej Hucie oraz 35 rowerów.
W 2015 roku w drodze przetargu wyłoniono nowego operatora – firmę SmartBikes. System wystartował 27 marca i w jego skład weszły 34 stacje i 300 rowerów.

## Wavelo

### Historia

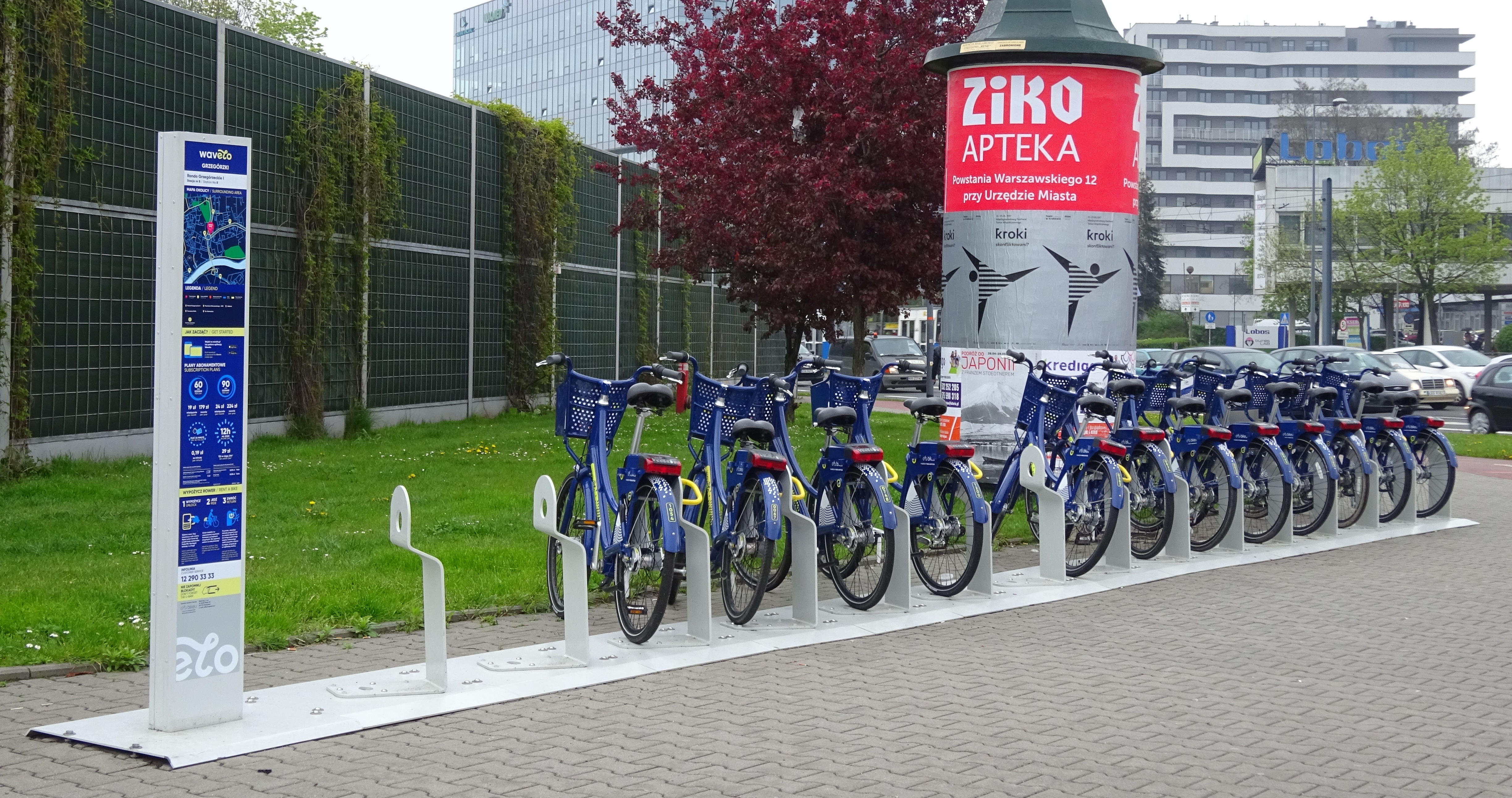
Stacja Wavelo w 2017 r.

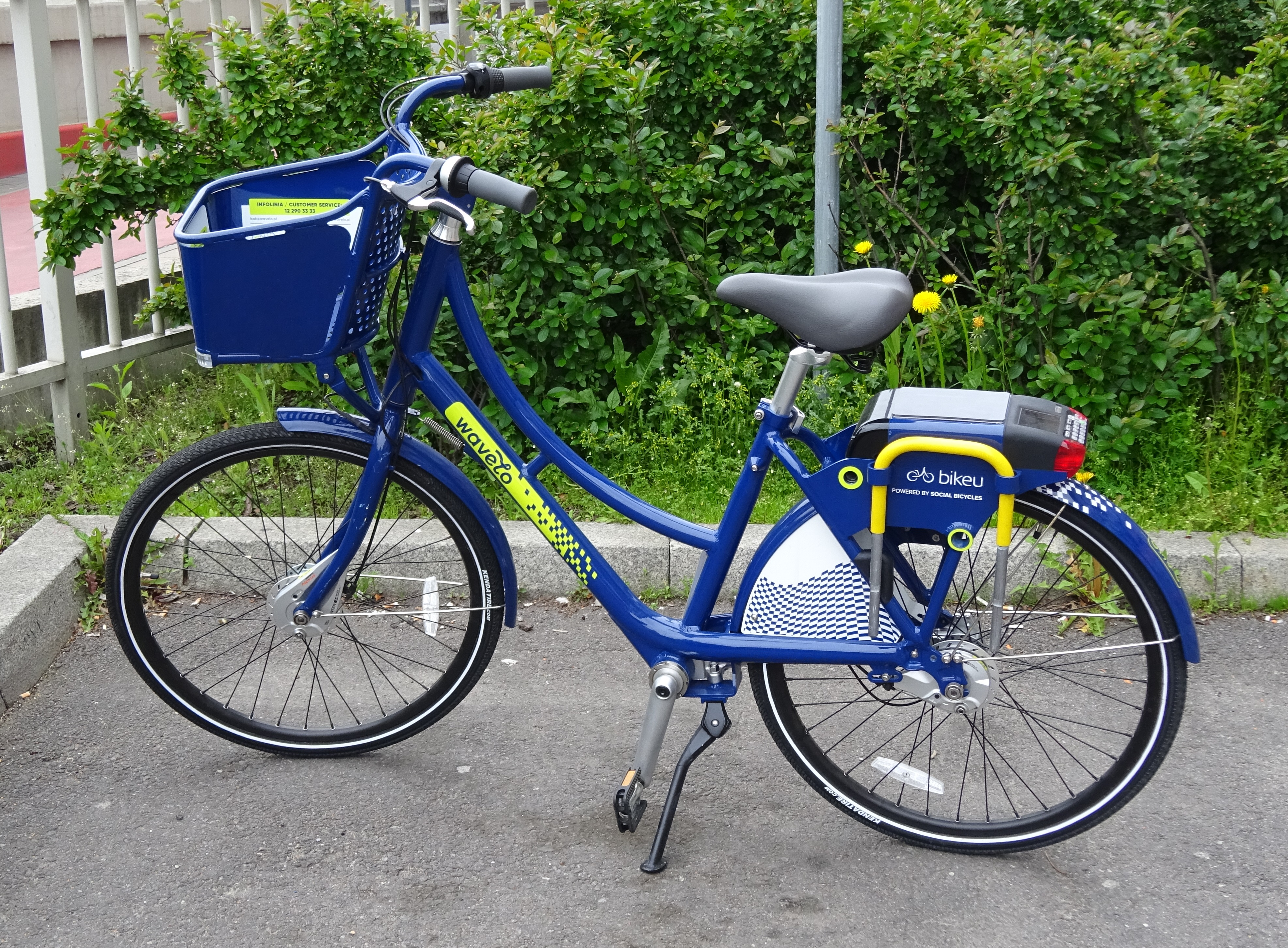
Rower z systemu Wavelo

Na początku grudnia 2015 ogłoszono przetarg na obsługę systemu w latach 2016–2019/2023, który przewidywał, że w Krakowie docelowo znajdzie się 150 stacji i 1500 rowerów (w okresie zimowym 500). Do postępowania koncesyjnego zgłosiło się 5 firm, z których 4 złożyły ofertę. Zwyciężyła oferta konsorcjum firm BikeU i Social Bicycles. Do podpisania 8-letniej umowy doszło 14 lipca 2016. W ramach podpisanej umowy miasto zobowiązało się do płacenia operatorowi złotówki miesięcznie za każdy rower, a operator do odprowadzania 1% przychodu na rzecz miasta. 15 lipca na bazie starych stacji i rowerów uruchomiono tymczasowy system na czas wakacji składający się z 27 stacji (7 stacji w centrum zostało wyłączonych ze względu na Światowe Dni Młodzieży) i 200 rowerów. Uruchomienie tymczasowego systemu było konieczne ze względu na wydłużoną procedurę wyboru nowego operatora. 
Nowy system wystartował 13 października 2016 roku; dostępnych było wówczas 15 stacji i 100 rowerów. Wraz ze zmianą operatora zdecydowano się na zmianę nazwy. Nową nazwę – Wavelo – wybrano w plebiscycie. Ze względu na to, że nowy operator dostarczył nowe rowery, zdecydowano, że stare rowery zostaną przekazane do krakowskich szkół.
Wraz z początkiem marca 2017 system został rozbudowany do 30 stacji i 300 rowerów oraz wprowadzono możliwość wypożyczania rowerów bez abonamentu. 8 kwietnia system osiągnął docelowy zasięg – czynne były 142 stacje (ze 150 planowanych) z 840 rowerami (z 1500 planowanych). Na początku lipca uruchomiono została stacja przy sklepie Ikea, będąca 151. stacją ogółem i jednocześnie pierwszą stacją sponsorską. Następnie uruchomiono 4 dodatkowe stacje na Czyżynach, a pod koniec lipca drugą stację sponsorską – stację przy Galerii Bronowice. 1 grudnia liczebność rowerów tymczasowo zmalała do 550 sztuk. Pod koniec roku system liczył 157 stacji.
Na przełomie lutego i marca 2018 uruchomiona została stacja przy Quattro Business Park, będącą 158. stacją ogółem i trzecią stacją sponsorską. Kolejne dwie stacje sponsorskie uruchomiono w maju 2018 przy centrum handlowym Bonarka oraz biurowym Bonarka for Business, a następną w czerwcu przy Centrum Biurowym Jasnogórska 1.
W 2019 roku otwarto 3 nowe stacje sponsorskie: Kapelanka 42 (w styczniu), Dot Office (w marcu) i O3 Business Campus (w lipcu). 
Na początku listopada 2019 roku BikeU złożyło pisemne wypowiedzenie umowy na obsługę systemu, w efekcie czego 31 grudnia system przestał funkcjonować. W związku zaprzestaniem świadczenia usług przez BikeU miasto prowadziło rozmowy z firmami zainteresowanym odkupieniem rowerów Wavelo i udostępnianiem ich na swoich warunkach. Rozmowy zakończyły się fiaskiem, a rowery zostały sprzedane prywatnemu przedsiębiorcy, który w połowie marca 2020 wystawił je na sprzedaż w jednym z serwisów aukcyjnych.

### Stacje
19 marca 2019 roku system składał się z 169 stacji (w tym jednej mobilnej).
1. Plac Wszystkich Świętych
2. Teatr Bagatela I
3. Cracovia Błonia
4. Plac Inwalidów
5. Politechnika
6. Dworzec Główny Wschód
7. Rondo Mogilskie
8. Rondo Grzegórzeckie I
9. Miodowa
10. Plac Bohaterów Getta
11. Korona
12. Plac Wolnica
13. Poczta Główna
14. Wawel
15. Centrum Kongresowe ICE Kraków
16. Szwedzka
17. Jubilat
18. Salwator
19. Cichy Kącik
20. Uniwersytet Pedagogiczny
21. Łobzów PKP
22. Nowy Kleparz
23. Bratysławska
24. Krowodrza Górka
25. Mackiewicza
26. Uniwersytet Rolniczy
27. Wieczysta
28. Rondo Kocmyrzowskie
29. DH Wanda
30. Rondo Czyżyńskie
31. Azory
32. Miasteczko Studenckie AGH
33. Starowiślna
34. Stradom I
35. Most Grunwaldzki
36. Kościuszki
37. Reymonta
38. Czarnowiejska
39. Kawiory
40. AGH Czysta
41. Rondo Hipokratesa
42. Plac Bieńczycki
43. Dunikowskiego
44. Wiślicka
45. Rondo Grzegórzeckie II
46. Fabryka Schindlera
47. Bronowice Małe
48. Francesco Nullo
49. Ofiar Dąbia
50. Osiedle Zgody - UMK
51. Hala Targowa
52. Balicka Wiadukt
53. Bronowice
54. Prokocim Rynek
55. Smoleńsk
56. Garbarska
57. Powstania Warszawskiego - UMK
58. Grunwaldzka - UMK
59. Rondo Dywizjonu 308
60. Osiedle Kolorowe
61. Galicyjska
62. Plac Centralny
63. Zdrowa
64. Stradom II
65. Reymonta - Kapitol
66. Uniwersytet Ekonomiczny
67. Cmentarz Rakowicki
68. Miechowity
69. Rondo Młyńskie
70. Narzymskiego I
71. Biprostal
72. Urzędnicza
73. Łobzowska
74. Struga
75. Zalew Nowohucki
76. Żeromskiego
77. Osiedle Na Skarpie
78. Okulickiego
79. Osiedle Piastów
80. Teatr Bagatela II
81. Krowoderska
82. Racławicka
83. Mazowiecka
84. Wesele
85. Prokocim Szpital
86. Wrocławska
87. Cmentarz Podgórski - UMK
88. Kraków Płaszów
89. Dauna
90. Wlotowa
91. Myśliwska
92. Bieżanowska
93. Kuklińskiego
94. Rzebika
95. Saska
96. Św. Wawrzyńca
97. Ludwinów
98. Rondo Matecznego I
99. Nowosądecka
100. Kurdwanów
101. Wysłouchów
102. Czerwone Maki
103. Grota-Roweckiego
104. Norymberska
105. Borsucza
106. Kobierzyńska
107. Miłkowskiego
108. Stojałowskiego
109. Kampis UJ - Łojasiewicza
110. Zachodnia
111. Ruczaj
112. Chmieleniec
113. Rynek Dębnicki
114. Zielińskiego
115. Zalew Bagry
116. Turniejowa
117. Narzymskiego II
118. Olszecka
119. Osiedle Złotego Wieku
120. Kleeberga
121. Politechnika - Wydział Mechaniczny
122. Łokietka
123. Rondo Barei
124. Bociana
125. Pachońskiego
126. Mistrzejowice
127. Prądnik Czerwony
128. Mały Płaszów
129. Bohomolca
130. Akacjowa
131. Radzikowskiego
132. Dworcowa
133. Łagiewniki
134. Borek Fałęcki
135. Zabłocie
136. Rondo Matecznego II
137. Makowskiego
138. Pawia
139. Teligi
140. Ćwiklińskiej
141. Macedońska
142. Powiśle
143. Sławkowska
144. Kopernika
145. Ugorek
146. Brogi-Bosaków
147. Prądnicka
148. Centralna
149. AWF
150. Kampus UJ - Gronostajowa
151. IKEA
152. Rondo Czyżyńskie II
153. Medweckiego
154. Włodarczyka
155. Marii Dąbrowskiej
156. Galeria Bronowice
157. Quattro Business Park
158. Bonarka Shopping Center
159. Bulwary Kurlandzkie
160. B4B bonarka for business
161. Centrum Biurowe Jasnogórska 1
162. Centrum Serenada
163. Platinium Bratysławska
164. Platinium Aleja Pokoju
165. Kapelanka 42
166. Dot Office
167. ABB Business Services
168. Dolne Młyny (stacja mobilna)
169. O3 Business Campus

### Działanie systemu
Aby stać się użytkownikiem Wavelo, należało założyć w systemie konto za pośrednictwem strony operatora lub specjalnej aplikacji mobilnej. Do wyboru były dwa abonamenty, różniące się liczbą bezpłatnych minut dziennie oraz naliczaniem minutowym i pakietem 12 godzinnym. W okresie zimowym obowiązywał specjalny, promocyjny cennik. Na początku 2018 roku wprowadzono również zniżki dla posiadaczy Krakowskiej Karty Rodzinnej, w lipcu specjalną ofertę dla gości wybranych krakowskich hoteli, a w sierpniu dla studentów wybranych uczelni.
Wypożyczenie roweru realizowane było za pomocą klawiatury umieszczonej z tyłu roweru poprzez uwierzytelnienie użytkownika na podstawie posiadanego numeru klienta i PIN-u. Pozostawienie roweru w innymi miejscu niż stacja powodowało naliczenie opłaty dodatkowej w wysokości 3 złotych – przy pozostawieniu roweru wewnątrz strefy działania systemu – i 100 zł poza strefą. Przywiezienie roweru na stację powodowało naliczenie bonusu dodatniego na koncie użytkownika w wysokości 1 zł.

### Rowery
Wavelo liczyło 1500 rowerów, z których minimum 500 było dostępnych również zimą.
Rowery wyposażone były w wał napędowy zastępujący łańcuch. Dodatkowe wyposażenie to m.in. koszyk stalowy, komputer pokładowy, GPS, oświetlenie LED oraz zapięcie kłódką typu U. Zasilanie podzespołów odbywało się poprzez dynamo i panel słoneczny. Dzięki wyposażeniu w moduł GPS rower można było zostawić w dowolnym miejscu oraz było łatwiej zapobiegać kradzieżom.
Każdy rower przechodził przegląd co 500 km.

## Park-e-Bike

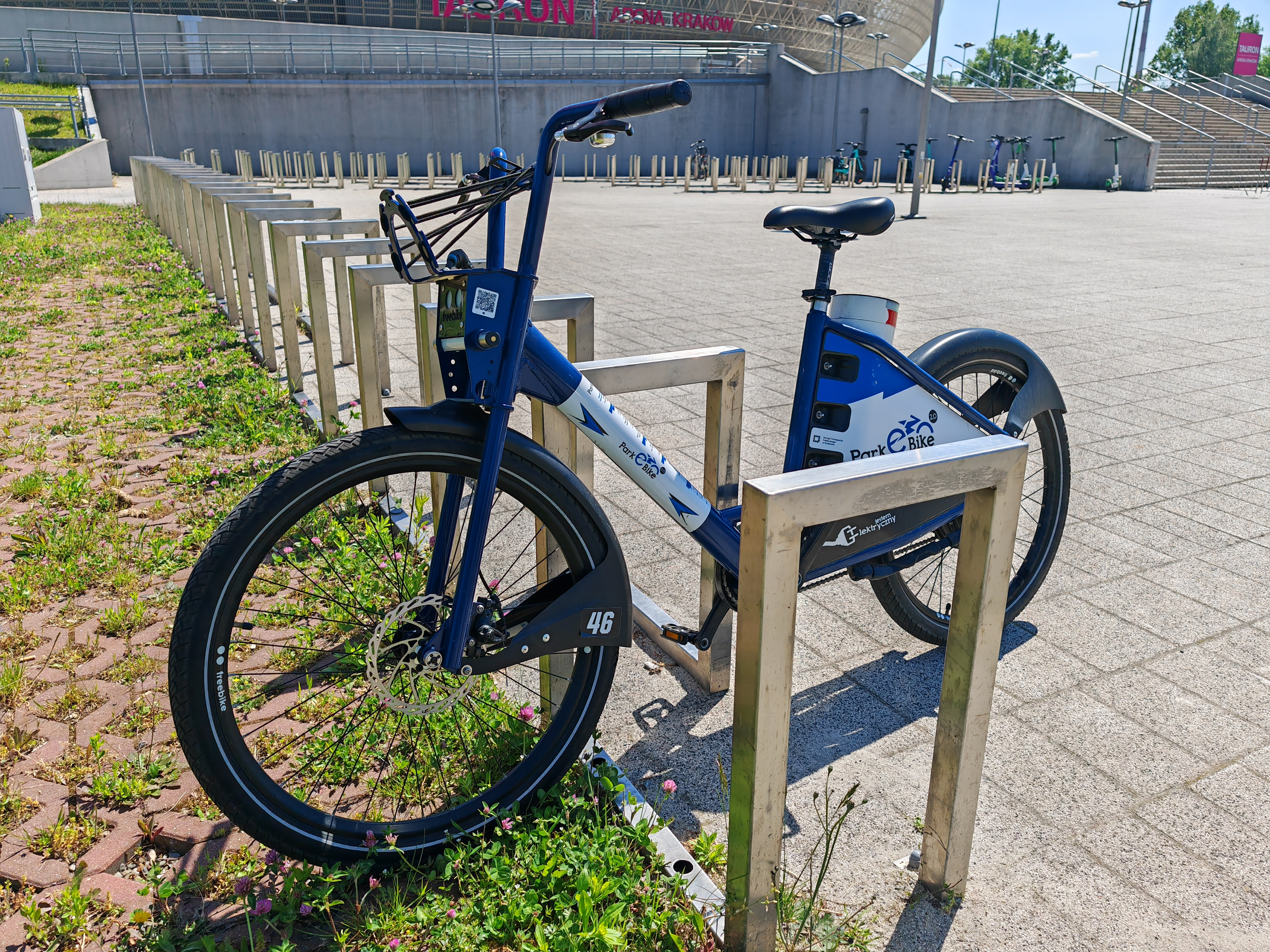
Rower Park-e-bike

### Historia
Pod koniec 2020 roku na terenie P+R Czerwone Maki Zarząd Transportu Publicznego uruchomił darmową wypożyczalnię rowerów elektrycznych Park-e-Bike, do obsługi której zakupiono 43 rowery. W pierwszym sezonie (2020) funkcjonowania systemu do dokonania wypożyczenia konieczna była obecność pracownika obsługi stacji, ale na początku sezonu 2021 wprowadzono możliwość wypożyczania rowerów poprzez dedykowaną aplikację. W lipcu 2022 ZTP rozstrzygnął przetarg na dostawę kolejnych 100 rowerów elektrycznych, w którym najkorzystniejszą ofertę złożyła firma Freebike. W efekcie czego  we wrześniu system został rozbudowany o dodatkowe rowery i 3 dodatkowe punkty wypożyczania rowerów: P+R Nowy Bieżanów, P+R Kurdwanów oraz P+R Mały Płaszów. Na początku sezonu 2023 w systemie dostępnych było około 80 jednośladów. Zimą 2023/2024 rowery były tymczasowo niedostępne ze względu na przeglądy i prace konserwacyjne. Po przerwie zimowej 2024/2025 zwiększono liczbę stacji z 4 do 7.

### Działanie systemu
Aby stać się użytkownikiem Park-e-Bike należy zarejestrować się w aplikacji mobilnej, a następnie przejść proces weryfikacji. Wypożyczanie rowerów jest możliwe wyłącznie w dni powszednie w określonych godzinach, ale jest darmowe. Użytkownik systemu może korzystać z roweru oraz pozostawić go w trybie postoju w dowolnym ogólnodostępnym punkcie na terenie Krakowa oraz Skawiny.

## LajkBike
Po likwidacji Wavelo, będącego systemem wynajmu krótkoterminowego, zdecydowano się na zastąpienie go system wynajmu długoterminowego (do 3 miesięcy) obejmującego zarówno rowery elektryczne, jak i tradycyjne.
2 grudnia 2022 do Krakowa dostarczono 250 rowerów klasycznych zamówionych z myślą o systemie. Łącznie takich rowerów zamówiono 500 sztuk. Natomiast pod koniec stycznia 2023 w przetargu ogłoszonym przez Zarząd Transportu Publicznego na dostawę 250 rowerów elektrycznych (z opcją na dodatkowe 100–250 sztuk) najkorzystniejszą ofertę złożyła firma Art & Bikes Maria Przedpełska-Najder z Torunia.
17 sierpnia 2023 rozpoczęły się zapisy chętnych chcących wypożyczyć rower, w których wpłynęło 849 wniosków na elektryki i 759 na rowery klasyczne, co spowodowało konieczność przeprowadzenia losowania. 6 września rozpoczęły się odbiory rowerów przez mieszkańców. Jednocześnie we wrześniu zawieszono możliwość zgłaszania wniosków o wynajem celem rozładowania kolejki. Możliwość wnioskowania o rowery przywrócono 2 stycznia 2024.

## Statystyki
Podczas 35-dniowego pilotażu systemu BikeOne pod koniec 2008 roku w systemie zarejestrowało się 600 użytkowników, którzy dokonali około 1000 wypożyczeń. W sezonie 2009 (który trwał od 1 kwietnia do 11 grudnia) dokonano 39 658, w sezonie 2010 (który trwał od 1 kwietnia do 12 grudnia) 47 590, natomiast w sezonie 2011 (który trwał od 1 kwietnia do 13 października) 60 376 wypożyczeń. Przez 3 lata obowiązywania umowy z Sanmargerem w systemie zarejestrowało się około 6 tys. osób.
We wrześniu 2013 w systemie KMK Bike było zarejestrowanych 9 tys. użytkowników. W sezonie 2014 w systemie było 34 tys. aktywnych kont i dokonano 300 tys. wypożyczeń, natomiast w sezonie 2015 odpowiednio 50 tys. i 300 tys.
Pomiędzy 23 października 2016 a 22 października 2017 (pierwszy rok funkcjonowania Wavelo) dokonano 762 tys. wypożyczeń i przejechano 2,5 mln km, natomiast w pierwszym zimowym okresie funkcjonowania systemu (1 grudnia 2017 – 28 lutego 2018) rowery wypożyczone zostały ponad 40 tys. razy. W 2018 roku rowery wypożyczane były 987 tys. razy i przejechano na nich 3,6 mln km, natomiast w okresie 1 grudnia 2018 – 28 lutego 2019 dokonano 41,5 tys. wypożyczeń. W połowie czerwca 2019 odnotowano 2 milionowe wypożyczenia od czasu zmiany formuły.
W pierwszym pełnym sezonie funkcjonowanie systemu Park-e-Bike (6 maja – 30 listopada 2020) rowery zostały wypożyczone 3 tys. razy.
W trakcie pierwszego roku funkcjonowania systemu LajkBike zapisało się do niego 3,5 tys. osób.